# Arugisa antinoe
Arugisa antinoe là một loài bướm đêm trong họ Erebidae.